# Sigoulès-et-Flaugeac
Sigoulès-et-Flaugeac község Franciaország Új-Aquitania régiójában, Dordogne megyében. Új községként 2019. január 1-jén jött létre két korábbi község: Sigoulès és Flaugeac egyesítésével. Lakosainak száma 1251 fő (2022. január 1.).

## Népesség
| Lakosok száma | 1225 | 1205 | 1202 | 1192 | 1221 | 1251 |
|               | 2017 | 2018 | 2019 | 2020 | 2021 | 2022 |